# Stormers
Die Stormers (deutsch die Stürmer; früher Western Stormers genannt) sind eine Rugby-Union-Mannschaft aus der südafrikanischen Stadt Kapstadt. Sie spielt seit 2021 in der internationalen United Rugby Championship, zuvor war sie in der Super Rugby. Die Heimspiele wurden bis 2021 im Newlands-Stadion ausgetragen, seitdem im Kapstadt-Stadion.

## Geschichte
Für den Start der Super 12 1996 qualifizierten sich die vier besten Mannschaften des Currie Cup, zu denen Western Province gehörten. In der ersten Saison wurden sie nur Vorletzter. Für die zweite Saison konnten sie sich nicht qualifizieren. Zur Spielzeit 1998 setzte der südafrikanische Verband auf ein Franchise-System, wie es in Australien und Neuseeland üblich war, so dass sich die Teams nicht mehr über einen Umweg qualifizieren mussten. Zu den vier neu gegründeten Mannschaften gehörten die Stormers, die sich aus dem Spielerkreis der Western Province zusammensetzte.
In der Saison 1999 erlangten die Stormers den bis dato größten Erfolg mit dem Halbfinaleinzug. Dort unterlagen sie den Highlanders mit 18:33. In der darauf folgenden Spielzeit gelang es ihnen beinahe erneut in die Runde der letzten vier einzuziehen, am Ende fehlte jedoch ein Punkt zum vierten Platz. Sie konnten in den nächsten Spielzeiten nicht an die Erfolge anknüpfen und kamen zweimal auf den siebten und einmal auf den neunten Platz. In der Saison 2004 kehrten sie auf die Erfolgsspur zurück und sicherten sich erneut einen Platz im Halbfinale. Dort verloren sie bei den Crusaders mit 16:27.

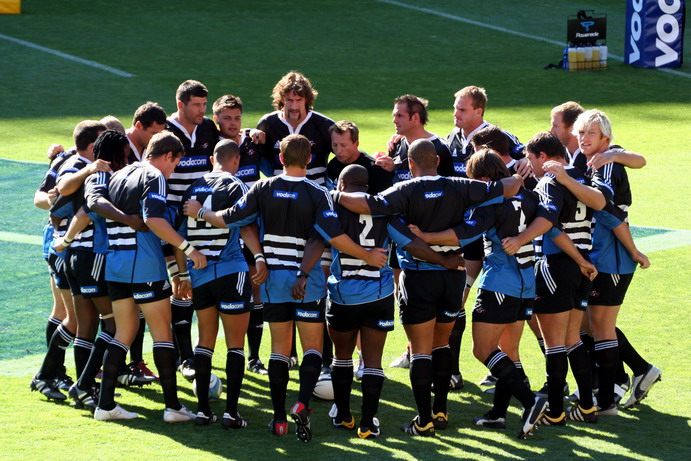
Die Stormers 2006

In den darauf folgenden Jahren schafften es die Stormers nicht mehr, in die Finalrunde einzuziehen. Dies gelang erst wieder 2010, als sie im Finale den Bulls unterlagen. 2012 beendeten sie die reguläre Saison zwar auf dem ersten Platz, schieden jedoch im Halbfinale gegen die Sharks aus.
Seit der Saison 2021/22 spielen die Stormers in der United Rugby Championship, welche sie gleich in der ersten Saison gewinnen konnten. Damit sind die Stormers für die Saison 2022/23 für den European Rugby Champions Cup qualifiziert.
Im Dezember 2023 wurde bekanntgegeben, dass 74 % der Anteile WP Professional Rugby (Pty) Ltd durch das Red Disa Konsortium, bestehend aus der in Kapstadt ansässigen Investment-Holdinggesellschaft Fynbos Ekwiteit, Ardagh Glass Packaging sowie der Investmentgesellschaft Marble Head Investments, erworben wurden.
Im März 2024 wurde bekanntgegeben, dass der vakante Posten des Chief Executive Officer (CEO) mit Johan le Roux besetzt wurde. Zugleich hat John Dobson zusätzlich zu seinen Aufgaben als Cheftrainer der Stormers die Funktion des Rugby-Direktors übernommen.

## Trikot und Logo
Das erste Stormers-Trikot und -Logo von 1998 kombinierte die Farben der drei Unions Western Province, SWD Eagles und Boland Cavaliers, die die regionale Franchise bildeten. Das Trikot bestand aus einer Vielzahl von Farben – blau, weiß, rot, grün und Gold – und einem dreieckigen Logo mit einem Welleneffekt im Inneren. 
1999 wurde das Logo stark verändert: Die Mannschaft trug einen schlichten schwarzen Pullover und kurze Hosen mit – angelehnt an Barbarian FC – schwarz-weißen Socken, fetten Nummern und dem Blitz-Logo auf der Brust. Die Umstellung auf Schwarz geschah mit dem ausdrücklichen Ziel, ein viel breiteres Publikum anzusprechen. Schwarz wurde zu einem der wichtigsten Attribute der Marke Stormers. 
Im Jahr 2007 wurde die Farbe Schwarz durch die Annäherung der Marken Stormers und Western Province durch Marineblau abgelöst. 
Im Jahr 2011 wurden weiße Balken auf der Vorderseite des marineblauen Trikots eingeführt, um eine weitere Angleichung an die Marke WP zu erreichen. 
2013 wurde die Farbe von Blau zu Königsblau geändert, der ursprünglichen Farbe von WP Rugby. Bei schwachem Licht sind die Trikots jedoch in zwei verschiedenen Blautönen gehalten. 
Von Anfang an bis 2017 wurden die Trikots der Stormers vom internationalen Sportbekleidungsriesen Adidas hergestellt, der auch die Spielkleidung für Western Province seit 1983 lieferte. Ab 2018 gaben die Verantwortlichen der WPRFU jedoch bekannt, dass sowohl die Stormers als auch die Western Province markenlose Trikots tragen werden, die von der lokalen Firma Genuine Connection hergestellt werden, die zuvor seit dem Jahr 2000 von Adidas mit der Produktion der Trikots für die Mannschaften beauftragt worden war.

1998
1999–2006
2007–heute

## Spieler

### Aktueller Kader
Der Kader für die United Rugby Championship Saison 2024/25:
| Pfeiler - Neethling Fouché - Lizo Gqoboka - Brok Harris - Steven Kitshoff - Frans Malherbe - Sazi Sandi - Sti Sithole - Ali Vermaak Hakler - Joseph Dweba - JJ Kotze - Scarra Ntubeni - Chad Solomon - Andre-Hugo Venter Zweite-Reihe-Stürmer - Ben-Jason Dixon - Connor Evans (rugby union) - Salmaan Moerat (c) - Gary Porter (rugby union) - JD Schickerling - Dylan Sjoblom - Adré Smith - Ruben van Heerden | Dritte-Reihe-Stürmer - Paul de Villiers - Willie Engelbrecht - Dave Ewers - Deon Fourie - Keke Morabe - Evan Roos - Hendré Stassen - Marcel Theunissen Gedrängehalb - Thomas Bursey - Paul de Wet - Herschel Jantjies - Imad Khan - Stefan Ungerer Verbinder - Jean-Luc du Plessis - Sacha Feinberg-Mngomezulu - Manie Libbok - Jurie Matthee | Innendreiviertel - Dan du Plessis - Ruhan Nel - Wandisile Simelane Außendreiviertel - Angelo Davids - Suleiman Hartzenberg - Ben Loader - Seabelo Senatla - Courtnall Skosan - Leolin Zas Schlussmänner - Clayton Blommetjies - Warrick Gelant - Tristan Leyds - Damian Willemse |
| | | |
| (c) kennzeichnet den Mannschaftskapitän, Fett kennzeichnet Nationalspieler, BV steht für einen befristeten Vertrag. | | |

### Bekannte ehemalige Spieler
- Damian de Allende
- Schalk Brits
- Tony Brown (Neuseeland)
- Schalk Burger
- Eben Etzebeth
- Juan de Jongh
- Jean de Villiers
- Rassie Erasmus
- Jaque Fourie
- Eusebio Guiñazú (Argentinien)
- Bryan Habana
- Elton Jantjies
- Huw Jones (Schottland)
- Marius Joubert
- Oli Kebble
- Cheslin Kolbe
- Siya Kolisi
- Francois Louw
- Percy Montgomery
- Quinn Roux (Irland)
- Bobby Skinstad
- Sailosi Tagicakibau (Samoa)
- Pieter-Steph du Toit
- CJ van der Linde
- Joe van Niekerk
- Duane Vermeulen

## Erfolge

### Super 12/14 (1996–2010)
- Vizemeister (1): 2010
- Play-off-Teilnahmen (3): 1999, 2004, 2010

### Super Rugby(2011–2020)
- Halbfinalisten (2): 2011 und 2012
- Qualifikanten (1): 2015
- Südafrikanische Regionalgruppe Meister (5): 2011, 2012, 2015, 2016, 2017

### Super Rugby Unlocked
- Vizemeister (1): 2020

### United Rugby Championship(2021–heute)
- Meister (1): 2021–2022
- Vizemeister (1): 2022–2023
- Südafrikanische Regionalgruppe Meister (2): 2021–2022,[4] 2022–2023[5]

### Kleinere Erfolge
Toyota Challenge 2021
- Toyota Challenge

## Platzierungen

### Super 12
| Jahr | Spiele             | Siege              | Unent.             | Ndlg.              | Spiel- punkte      | Diff.              | Bonus- punkte      | Tabellen- punkte   | Platz              | Playoffs                              |
| ---- | ------------------ | ------------------ | ------------------ | ------------------ | ------------------ | ------------------ | ------------------ | ------------------ | ------------------ | ------------------------------------- |
| 1996 | 11                 | 3                  | 1                  | 7                  | 251:353            | −102               | 1                  | 15                 | 11.                |                                       |
| 1997 | nicht qualifiziert | nicht qualifiziert | nicht qualifiziert | nicht qualifiziert | nicht qualifiziert | nicht qualifiziert | nicht qualifiziert | nicht qualifiziert | nicht qualifiziert | nicht qualifiziert                    |
| 1998 | 11                 | 3                  | 0                  | 8                  | 248:364            | −116               | 6                  | 18                 | 9.                 |                                       |
| 1999 | 11                 | 8                  | 0                  | 3                  | 290:244            | +46                | 4                  | 36                 | 2.                 | Halbfinalniederlage gegen Highlanders |
| 2000 | 11                 | 6                  | 1                  | 4                  | 298:276            | +22                | 5                  | 31                 | 5.                 |                                       |
| 2001 | 11                 | 5                  | 0                  | 6                  | 278:285            | −7                 | 6                  | 26                 | 7.                 |                                       |
| 2002 | 11                 | 5                  | 0                  | 6                  | 310:314            | −4                 | 7                  | 27                 | 7.                 |                                       |
| 2003 | 11                 | 5                  | 0                  | 6                  | 255:354            | −99                | 3                  | 23                 | 9.                 |                                       |
| 2004 | 11                 | 7                  | 0                  | 4                  | 286:260            | +26                | 5                  | 33                 | 3.                 | Halbfinalniederlage gegen Crusaders   |
| 2005 | 11                 | 3                  | 1                  | 7                  | 215:320            | −105               | 4                  | 18                 | 9.                 |                                       |

### Super 14
| Jahr | Spiele | Siege | Unent. | Ndlg. | Spiel- punkte | Diff. | Bonus- punkte | Tabellen- punkte | Platz | Playoffs                    |
| ---- | ------ | ----- | ------ | ----- | ------------- | ----- | ------------- | ---------------- | ----- | --------------------------- |
| 2006 | 13     | 4     | 1      | 8     | 263:334       | −71   | 5             | 23               | 11.   |                             |
| 2007 | 13     | 6     | 0      | 7     | 249:326       | −77   | 3             | 27               | 10.   |                             |
| 2008 | 13     | 8     | 1      | 4     | 269:211       | +58   | 7             | 41               | 5.    |                             |
| 2009 | 13     | 5     | 0      | 8     | 235:249       | −14   | 7             | 27               | 10.   |                             |
| 2010 | 13     | 9     | 0      | 4     | 365:171       | +194  | 8             | 44               | 2.    | Finalniederlage gegen Bulls |

### Super Rugby
| Jahr | Spiele | Siege | Unent. | Ndlg. | Spiel- punkte | Diff. | Bonus- punkte | Tabellen- punkte | Platz | Playoffs                                  |
| ---- | ------ | ----- | ------ | ----- | ------------- | ----- | ------------- | ---------------- | ----- | ----------------------------------------- |
| 2011 | 16     | 12    | 0      | 4     | 400:257       | +143  | 7             | 63               | 2.    | Halbfinalniederlage gegen Crusaders       |
| 2012 | 16     | 14    | 0      | 2     | 350:254       | +96   | 2             | 66               | 1.    | Halbfinalniederlage gegen Sharks          |
| 2013 | 16     | 9     | 0      | 7     | 346:292       | +54   | 6             | 46               | 7.    |                                           |
| 2014 | 16     | 7     | 0      | 9     | 290:326       | −36   | 4             | 32               | 11.   |                                           |
| 2015 | 16     | 10    | 1      | 5     | 373:323       | +50   | 3             | 45               | 3.    | Viertelfinalniederlage gegen die Brumbies |
| 2016 | 15     | 10    | 1      | 4     | 440:274       | +166  | 9             | 51               | 3.    | Viertelfinalniederlage gegen die Chiefs   |
| 2017 | 15     | 10    | 0      | 5     | 490:436       | +54   | 3             | 43               | 3.    | Viertelfinalniederlage gegen die Chiefs   |
| 2018 | 16     | 6     | 0      | 10    | 390:423       | −33   | 5             | 29               | 11.   |                                           |
| 2019 | 16     | 7     | 1      | 8     | 344:366       | −22   | 5             | 35               | 10.   |                                           |

### United Rugby Championship
| Saison  | Spiele | Siege | Unent. | Ndlg. | Spiel- punkte | Diff. | Bonus- punkte | Tabellen- punkte | Platz | Playoffs                                                                                          |
| ------- | ------ | ----- | ------ | ----- | ------------- | ----- | ------------- | ---------------- | ----- | ------------------------------------------------------------------------------------------------- |
| 2021–22 | 18     | 12    | 2      | 4     | 464:311       | +153  | 9             | 61               | 2.    | Finalsieg Erstplatzierter in der südafrikanischen Regionalgruppe                                  |
| 2022–23 | 18     | 12    | 2      | 4     | 531:378       | +140  | 16            | 68               | 3.    | Finalniederlage gegen Munster Erstplatzierter in der südafrikanischen Regionalgruppe              |
| 2023–24 | 18     | 12    | 0      | 6     | 468:348       | +120  | 11            | 59               | 5.    | Viertelfinalniederlage gegen die Warriors Zweitplatzierter in der südafrikanischen Regionalgruppe |